# Gavia adamsii
Gavia adamsii là một loài chim trong họ Gaviidae.
Loài này sinh sản ở Bắc Cực và trú chủ yếu trên biển dọc theo bờ biển phía bắc Thái Bình Dương và tây bắc Na Uy; đôi khi nó cũng tràn ngập trên các hồ nội địa lớn. Nó thỉnh thoảng đi lạc về phía nam của phạm vi trú đông bình thường của nó, và đã được ghi nhận là một người mơ hồ ở hơn 22 quốc gia. Loài này, giống như tất cả các loài chim lặn, là một chuyên gia ăn cá, bắt con mồi dưới nước

## Hình ảnh

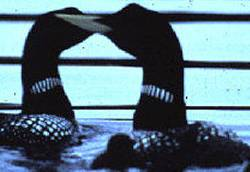
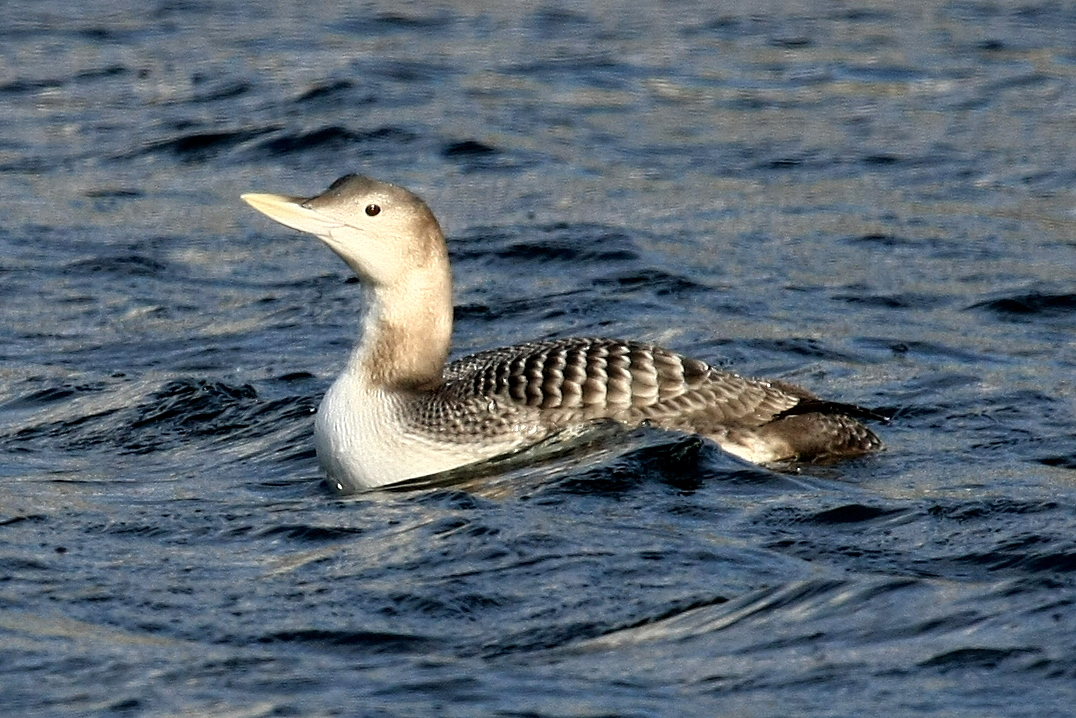